# Golaea
Golaea es un género de plantas con flores perteneciente a la familia Acanthaceae. El género tiene una especies de hierbas.
Es un sinónimo de Crabbea migiurtina